# Saint-Aignan-de-Couptrain
Saint-Aignan-de-Couptrain ist eine französische Gemeinde mit 350 Einwohnern (Stand: 1. Januar 2022) im Département Mayenne in der Region Pays de la Loire; sie gehört zum Arrondissement Mayenne und zum Kanton Villaines-la-Juhel. Die Einwohner werden Saint-Aignanais genannt.

## Geographie
Saint-Aignan-de-Couptrain liegt etwa 32 Kilometer nordöstlich von Mayenne. Umgeben wird Saint-Aignan-de-Couptrain von den Nachbargemeinden Neuilly-le-Vendin im Nordwesten und Norden, Couptrain im Norden, Saint-Calais-du-Désert im Nordosten, Pré-en-Pail-Saint-Samson im Osten, Saint-Cyr-en-Pail im Südosten und Süden sowie Javron-les-Chapelles im Süden und Westen.

## Bevölkerungsentwicklung
| 1962                       | 1968 | 1975 | 1982 | 1990 | 1999 | 2006 | 2019 |
| -------------------------- | ---- | ---- | ---- | ---- | ---- | ---- | ---- |
| 523                        | 462  | 451  | 429  | 393  | 360  | 375  | 359  |
| Quellen: Cassini und INSEE |      |      |      |      |      |      |      |

## Sehenswürdigkeiten
- Kirche Saint-Aignan aus dem 19. Jahrhundert

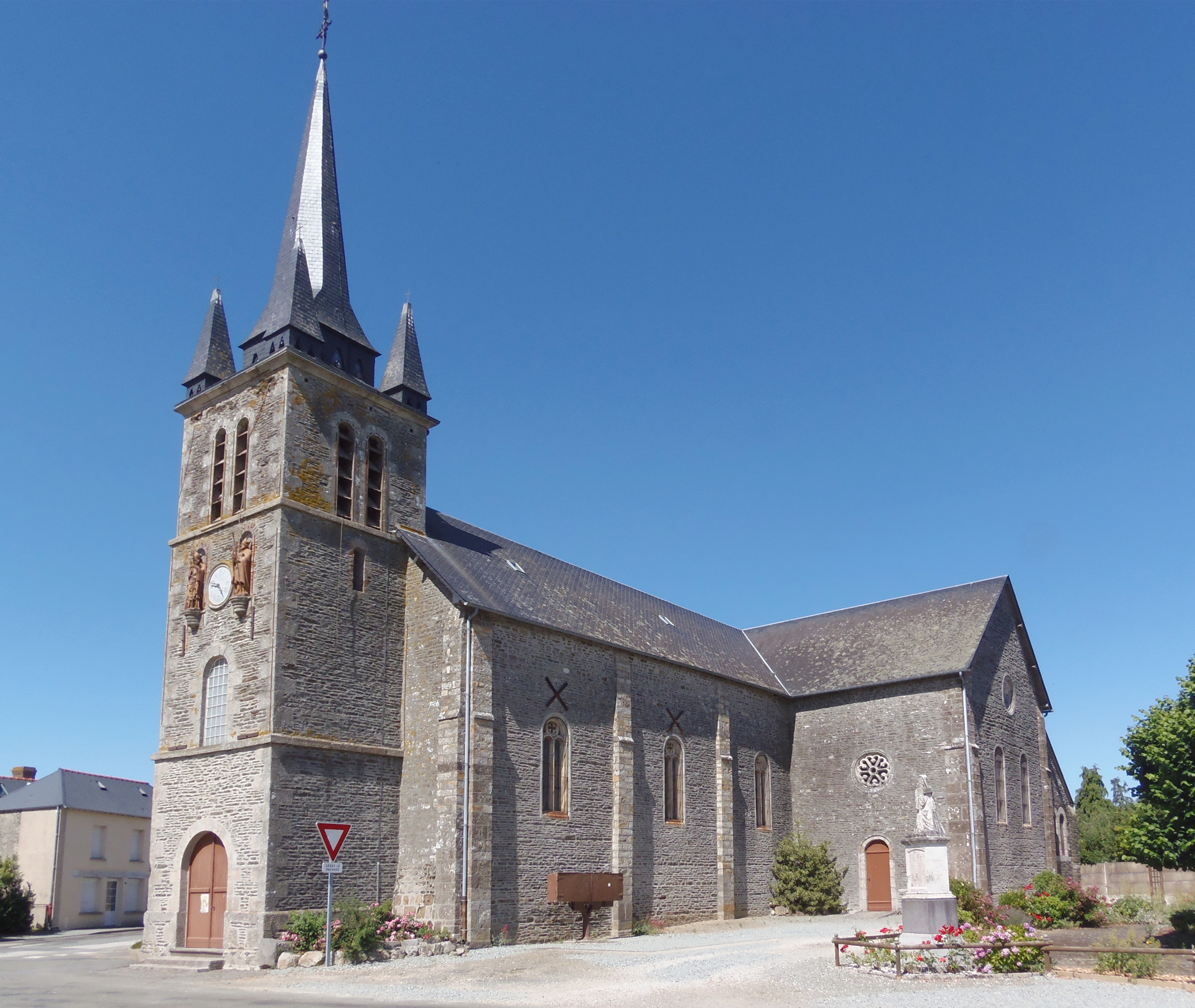
Kirche Saint-Aignan